# ماري بيرغمان (مغنية)
ماري بيرغمان (بالسويدية: Marie Bergman)‏ هي مغنية سويدية، ولدت في 21 نوفمبر 1950 في ستوكهولم في السويد.

## وصلات خارجية
- الموقع الرسمي
- ماري بيرغمان على موقع IMDb (الإنجليزية)
- ماري بيرغمان على موقع ميوزك برينز (الإنجليزية)
- ماري بيرغمان على موقع قاعدة بيانات الأفلام السويدية (السويدية)
- ماري بيرغمان على موقع أول ميوزيك (الإنجليزية)
- ماري بيرغمان على موقع ديسكوغز (الإنجليزية)